# دانييل مالديني
دانييل مالديني (من مواليد 11 أكتوبر 2001)، لاعب كرة قدم إيطالي يلعب في مركز الوسط المهاجم في نادي إيه سي ميلان. والده هو لاعب نادي إيه سي ميلان الإيطالي باولو مالديني وجده تشيزاري مالديني. سبق لوالده وجده أن لعبا في نادي إيه سي ميلان.

## أسلوب اللعب
يمتاز دانييل مالديني بأنه لاعب يلعب في جميع مراكز الهجوم من جناح يمين أو يسار أو اللعب كصانع لعب وكذلك اللعب كمهاجم وهمي في التشكيلة فهو بهذا كسر قواعد العائلة التي أخرجت لنا جده مالديني وكذلك أباه باولو مالديني كمدافعين عظماء قدموا للدوري الإيطالي الكثير من التميز والأناقة وكذلك الوفاء

## الإحصائيات
| النادي        | الموسم        | الدوري          | الدوري | الدوري  | الكأس  | الكأس   | قارية  | قارية   | أخرى   | أخرى    | المجموع | المجموع |
| النادي        | الموسم        | القسم           | الظهور | الأهداف | الظهور | الأهداف | الظهور | الأهداف | الظهور | الأهداف | الظهور  | الأهداف |
| ------------- | ------------- | --------------- | ------ | ------- | ------ | ------- | ------ | ------- | ------ | ------- | ------- | ------- |
| إيه سي ميلان  | 2019–20       | الدوري الإيطالي | 2      | 0       | 0      | 0       | —      | —       | —      | —       | 2       | 0       |
| إيه سي ميلان  | 2020–21       | الدوري الإيطالي | 5      | 0       | 0      | 0       | 4      | 0       | —      | —       | 9       | 0       |
| المجموع الكلي | المجموع الكلي | المجموع الكلي   | 7      | 0       | 0      | 0       | 4      | 0       | 0      | 0       | 11      | 0       |

## روابط خارجية
- دانييل مالديني على موقع إي إس بي إن إف سي (الإنجليزية)
- دانييل مالديني على موقع قاعدة بيانات كرة القدم.إي يو (الإنجليزية)
- دانييل مالديني على موقع ليكيب (الفرنسية)
- دانييل مالديني على موقع Soccerbase.com (لاعب) (الإنجليزية)
- دانييل مالديني على موقع Soccerway.com (الإنجليزية)
- دانييل مالديني على موقع عالم كرة القدم.نت (الإنجليزية)
- دانييل مالديني على موقع AS.com (الإسبانية)